# Кування
Кува́ння — спосіб або технологічний процес обробки металів тиском місцевого прикладання деформуючих навантажень з використанням універсального підкладного інструменту (молот, прес) або бойків, якщо деформація нагрітого металу в певних напрямках не обмежується робочою поверхнею інструменту.

## Загальний опис
Вироби кування називаються поковками. Розрізняють вільне кування (ручне кування і машинне кування).

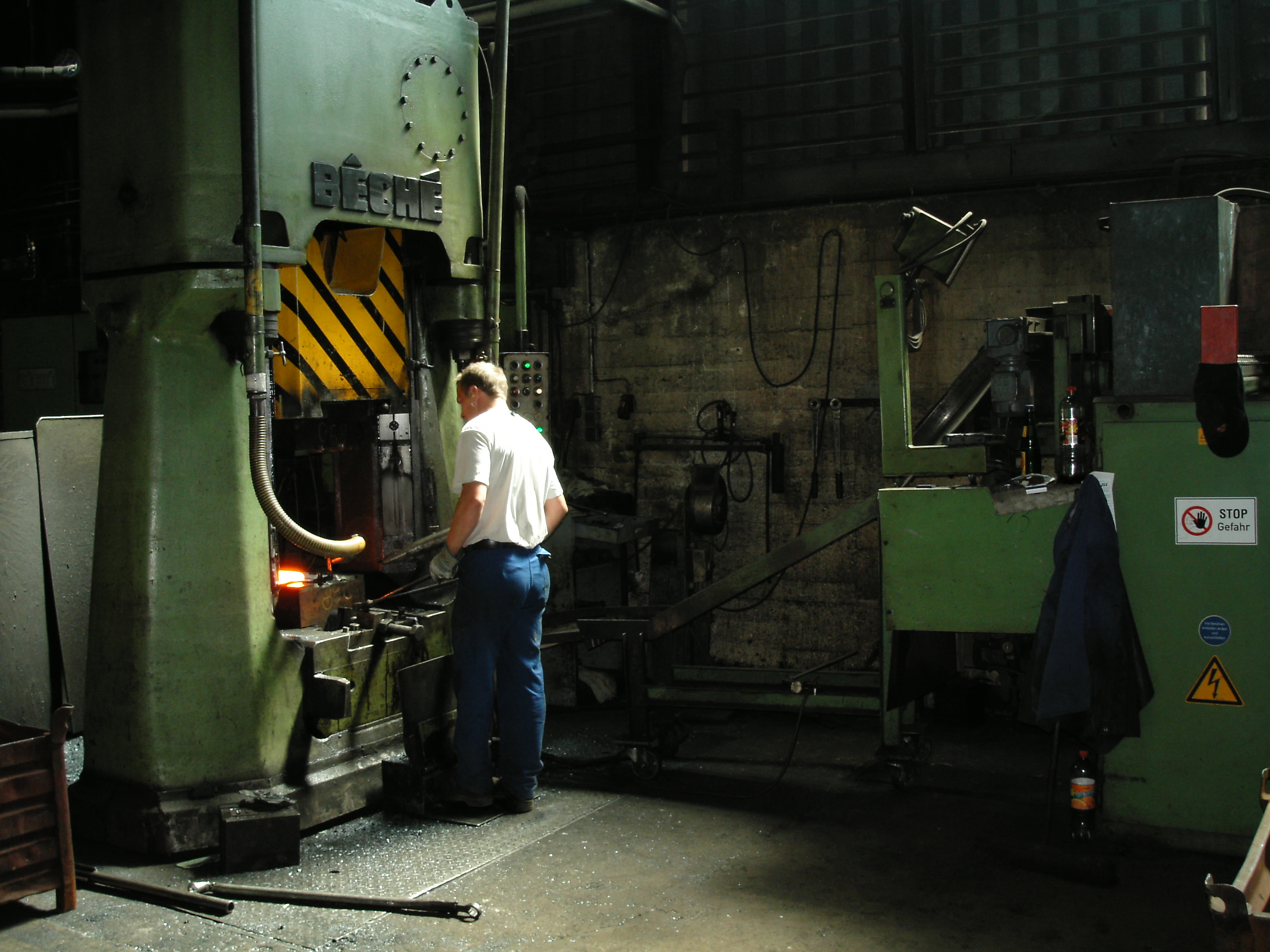
Гідравлічний прес

Заготовками для кування є злитки, блюми і вальцівки. До основних операцій кування належать:
- видовження (протягування);
- сплющування (осадка);
- висаджування (висадження);
- пробивання;
- гнуття;
- кручення;
- рубання тощо.

Застосовуючи у певній послідовності окремі операції, можна виготовити кованки складної форми.
При куванні водночас відбувається два процеси:
- при кожному ударі молота або тиску преса метал деформується, змінюється його форма і розміри, структура (зерна витягуються і подрібнюються, метал ущільнюється);
- під дією високої температури відбувається рекристалізація — утворення нових зерен, поліпшується структура і механічні властивості металу.

Процес кування починається з розділення металу на мірні заготовки (механічні ножиці, пили, газова різка тощо). Одержані заготовки піддають нагріву для підвищення пластичності металу і зниження опору деформації, що дозволяє використовувати кувальні агрегати меншої потужності. Основним обладнанням ковальсько-штампувального виробництва є молоти, преси і інші машини. З настанням епохи персональних комп'ютерів виробництво складних і унікальних кованих виробів, як правило, супроводжується реалістичним 3D комп'ютерним моделюванням. Ця точна та відносно швидка технологія дозволяє накопичувати всі необхідні знання, обладнання та напівфабрикати для майбутнього виробу кування до початку виробництва. Комп'ютерне 3D моделювання в наш час[коли?] не рідкість навіть для невеликих компаній